# Flora kommun
Flora kommun (norska: Flora kommune) är en tidigare kommun i Sogn og Fjordane fylke i västra Norge. Den administrativa huvudorten var staden Florø. Kommunen  blev 1 januari 2020 sammanslagen med Vågsøy kommun. Den nya kommunen heter Kinns kommun.
I Flora kommun återfinns hällristningarna i Ausevik.

## Kommunvapen
Blasonering: På raud botn tre sølv sildar i skrå-stilling.
(I rött fält tre balkvis ställda sillar av silver.)
Kommunvapnet godkändes ursprungligen som kommunvapen för dåvarande Florø kommun genom kunglig resolution den 19 februari 1960. Efter att Florø kommun gått upp Flora kommun 1964 godkändes samma kommunvapen för den nya storkommunen genom kunglig resolution den 6 oktober 1967. Motivet syftar på det rika sillfisket som länge varit stadens såväl som bygdens huvudnäring.